# Cỏ trói gà
Cỏ trói gà (bèo đất, cẩm tỳ là, địa là) tên khoa học: Drosera burmannii là loài thực vật thuộc họ cây bắt ruồi Droseraceae.Cỏ trói gà thường mọc trên bãi cỏ, bãi cát vách đá ở những khu vực có khí hậu ẩm ướt.Lá là công cụ để bắt côn trùng,trong đó bao gồm các bộ phận như:cuống lá, phiến lá, sợi lá.Hoa nhỏ,có hình tròn có tuyến dịch tiết mật.

## Phân bố
Phân bố chủ yếu ở khu vực nhiệt đới hay á nhiệt đới thuộc Châu Á,Châu Phi và Châu Úc.
Ở Việt Nam phân bố dọc các tỉnh từ Bình Định  xuống phía nam 

## Đặc điểm
Cỏ cao 5 – 30 cm có 1 - 3 thân không mang lá, nhẵn và gầy, mang hoa ở ngọn. Lá nhiều, mọc thành vành ở gốc dài 12mm, rộng 4mm trên có phủ những lông hạch ở đỉnh, phía dưới có những lông mềm dính với nhau ở phía dưới, không có hạch ở đỉnh. Hoa trắng hoặc hồng, mọc một bên thành chùm hình bọ cạp dài 1 – 6 cm, mọc ở đầu thân. Quả nang 5 van có nhiều hạt.
Khác với nắp ấm hay cây bắt ruồi, cỏ trói gà không có bộ phận dùng để bắt mồi mà chỉ dựa vào lá để kiếm ăn. Lá cây có hình dáng như bông sen, cánh tròn,mép cánh có lông dài. Khi côn trùng chạm vào cánh, lông cánh sẽ lập tức bao vây, dồng thời tiết ra chất dịch để dính chặt con mồi, sau đó phân hủy và hấp thụ đạm qua lá.

## Công dụng
Cỏ trói gà dùng làm thuốc chữa ho gà,chữa ho dưới dạng rượu thuốc, siro, hãm hay cao. Có nơi ở Thanh Hóa, ngâm cây này trong 3 phần rượu để chữa chai chân có tác dụng làm mềm và bong các chai đó ra.